# Pirata piratimorphus
Pirata piratimorphus är en spindelart som först beskrevs av Embrik Strand 1908.  Pirata piratimorphus ingår i släktet Pirata och familjen vargspindlar. Inga underarter finns listade i Catalogue of Life.